# Georgios Mangakis
Georgios Mangakis (griechisch Γεώργιος Μαγκάκης; * 25. Juni 1922 in Athen; † 5. September 2011 ebenda) war ein griechischer Rechtswissenschaftler und Politiker.

## Leben
Georgios Mangakis war der Sohn des griechischen Politikers Antonios Mangakis. Er studierte in Athen und München Jura, an der Ludwig-Maximilians-Universität München promovierte er 1953. In Athen wurde er Professor für Strafrecht, 1962/63 war er Gastprofessor an der Universität Freiburg.
Nachdem Griechenland 1967 durch einen Putsch zur Militärdiktatur geworden war, wurde Mangakis, der als scharfer Gegner der Militärherrschaft galt, zunächst vom Dienst suspendiert und 1969 inhaftiert. 1970 wurde er zu 18 Jahren Haft verurteilt. 1972 wurde er auf einen Lehrstuhl für Strafrecht an der Universität Heidelberg berufen. Er nutzte einen aus gesundheitlichen Gründen gewährten Hafturlaub, um mit seiner Frau in die Bundesrepublik Deutschland auszureisen. Er flog mit einer Maschine der Bundeswehr und wurde am vom US-Militär genutzten Teil des Athener Flughafens vom deutschen Botschafter Peter Limbourg verabschiedet. Obwohl dies wohl mit dem griechischen Diktator Georgios Papadopoulos abgesprochen war, kam es aufgrund von Unstimmigkeiten innerhalb der Militärjunta zu diplomatischen Verstimmungen zwischen Griechenland und der Bundesrepublik, die dazu führten, dass Limbourg aus Athen abberufen wurde.
Nach dem Ende der Militärdiktatur 1974 kehrte Mangakis nach Griechenland zurück und wurde Minister für öffentliche Arbeiten. Er trat 1980 der PASOK bei und war von 1982 bis 1986 Justizminister in der Regierung von Andreas Papandreou.

## Veröffentlichungen

### Deutschsprachige Aufsätze und Bücher
- Das Unrechtsbewußtsein in der strafrechtlichen Schuldlehre nach deutschem und griechischem Recht, 1954 (zugl. Diss. LMU München 1953)
- Über das Verhältnis von Strafrecht und Willensfreiheit, in: ZStW, Band 75.1963, S. 499 ff
- Das ethische Problem der Strafverteidigung, in: GA, 1966, S. 11 ff
- Die Pflichtenkollision als Grenzsituation des Strafrechts, in: ZStW, Band 84.1972, S. 447 ff
- Eine Vorlesung aus dem Gefängnis, in: Festschrift für Günter Bemmann zum 70. Geburtstag am 15. Dezember 1997, 1997 (ISBN 3-7890-5160-8), S. 63–66
- Freiheit, meine Geliebte, 2001 (ISBN 3-7890-7652-X)